# مبل (كامبريدجشير)
مبل (بالإنجليزية: Mepal)‏ هي قرية و أبرشية مدنية تقع في المملكة المتحدة في إنجلترا. يقدر عدد سكانها بـ 982 نسمة .